# Souleymane Mamam
Souleymane Mamam (* 20. Juni 1985 in Lomé) ist ein ehemaliger togoischer Fußballspieler in der Position eines offensiven Mittelfeldspielers.
Nach mehreren Jugendstationen in Togo kam Mamam im Profibereich erstmals beim belgischen Zweitligisten Royal Antwerpen zum Einsatz. Aufgrund arbeitsrechtlicher Bestimmungen durfte er trotz eines Vertrages mit Manchester United dort nicht spielen und wurde 2003 sofort nach Belgien verliehen. Ab 2007 war er fest bei Royal unter Vertrag, ab Januar 2010 stand er in Diensten des unterklassigen Vereins KRC Mechelen. Die Saison 2011/2012 bestritt er für al Nejmeh im Libanon und beendete dann seine aktive Karriere.
Nach vielen Fehlangaben, die ihn mit dem Geburtstag 20. Juni 1987 angaben, zählte er 2001 während der WM-Qualifikation als jüngster WM-Teilnehmer. Mittlerweile wurde sein Geburtsdatum auf diversen offiziellen Seiten korrigiert und er zählt daher nicht mehr offiziell als jüngster WM-Teilnehmer.